# Lord-lieutenant du Sussex de l'Est
Le lord-lieutenant du Sussex de l'Est est le représentant personnel du monarque britannique dans le comté cérémoniel du Sussex de l'Est, qui correspond au comté non métropolitain du Sussex de l'Est avec l'autorité unitaire de Brighton et Hove. Cet office est créé en même temps que le comté, le 1er avril 1974.

## Liste des lords-lieutenants du Sussex de l'Est
- 1974-1989 : John Nevill[1]
- 1989-2000 : Lindsay Bryson (en)[2]
- 2000-2008 : Phyllida Stewart-Roberts[3]
- depuis 2008 : Peter Field[4]